# 死亡鬼屋打字版
《死亡鬼屋打字版》是在1999年根據《死亡鬼屋2》改編的一個街機游戏(之後在Dreamcast、微軟視窗、跟PS2上推出)。而死亡之屋打字版則是利用敲“電腦鍵盤”的方式代替原作中的光線槍射擊。
這是個有教育性的遊戲，因为玩家需要提高自己的打字技巧才能成功，但是評論家普遍對於頗具喜剧性的內容感到讚賞。

## 玩法

輸入訊息框內文字才能消滅殭屍。

死亡之屋打字版被认为是將《死亡鬼屋2》原始的各種設定做原創的模組或是重新改編。跟原作一樣，《死亡打字员》是一個固定視角的第一人稱射擊遊戲，但消滅殭屍或敵人的方式卻是以輸入單字或是詞組代替射擊。當發現敵人時，他們會伴隨著一個顯示單字、句子、或是詞組的訊息框，你必須跟著輸入內容才能消滅敵人。而詞組的長度跟複雜度會在遊戲進行時慢慢增加。其他特徵還包含保留了挑戰救出生還者，數量多寡會影響玩家前往最後終點所經過的路線，以及遍佈於遊戲中隱藏物品。
各個關卡都有特殊的挑戰區域，玩家必須在限定時間內消滅一定數量的殭屍，和使用与平常不同的方式挑戰魔王(例如：輸入一個很長的句子、輸入問題的答案等等……)遊戲故事進行模式有兩種，“原创模式”跟“街機模式”，而且還有“教程”、“訓練”，跟“魔王挑戰”模式可額外提供打字練習。其他改變大多非常普通，包含将僵尸所持有的武器改为锅铲与玩具锤等无害的物件，以及使用幫AMS探員裝備带電腦鍵盤和配备電池的 DreamCast 代替手枪。

### 情節
遊戲劇情幾乎跟《死亡鬼屋2》完全一樣。故事開始於2000年2月26日，一群AMS探員被派遣到意大利威尼斯調查一個殭屍暴動的事件。玩家可以操作兩個人物，詹姆斯(James)跟哈瑞(Harry)，他們在接受回復原狀命令之前，开始是被送去尋找AMS的 “G”探员。他們很快的查出暴動的主使者是一個企圖統治地球的銀行大亨“黃金人”(Goldman，又称高曼)
這款遊戲圍繞以摧毀黃金人創造的的怪物，解決最後的魔王“皇帝”。還有3種有趣的結局畫面，就看你怎麼回答最後皇帝問你的問題。

## 發行

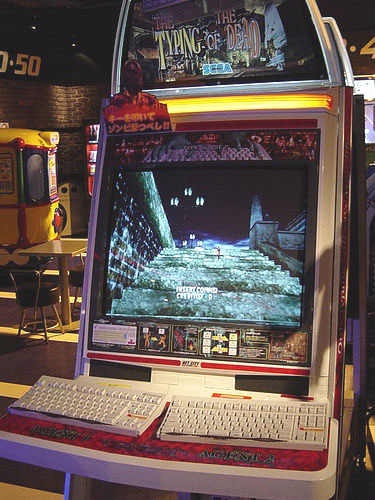
本遊戲原始街機

《死亡鬼屋打字版》第一次是1999年在日本以配有2個QWERTY鍵盤的特殊街機發行。這是 Sega 旗下的新研發團隊 Smilebit 第一次研發的遊戲之一。
第一個家用版本是在2000年3月30日在日本 Dreamcast 主機上發行的。北美版則是隔年的1月。而個人電腦版本是由 Empire Interactive 在2001年9月發行的。
目前最新的版本是PS2版，標題是《死亡鬼屋打字版：殭屍大恐慌》。這個版本在2004年12月在日本發行，包裝還附有一個USB鍵盤。雖然PS2版是將DC版再更新，還在主線劇情中增加了新的＂迷你遊戲＂，但是遊戲本身並沒有多大的改變，評論家對於畫面加強的期待仍舊落空。
2007年10月，可以在 GameTap 網站上玩到本遊戲。
續作《死亡鬼屋打字版2》已經在2007年12月發行。以《死亡鬼屋3》在2008年上市的新版做改編。2008年5月Sega發布死亡鬼屋2的Nintendo DS版本《僵屍式英語能力復活術 死亡英語鬼屋》，被設計成語言學習遊戲。

## 市場反應
总体看来，《死亡鬼屋打字版》是一款在娛樂性上很高評價的遊戲。評論家對於遊戲的趣味與創新的風格大力讚賞，特別是遊戲後期出現奇怪的詞句。連原來《死亡鬼屋2》死氣沉沉的聲音表現也被认为对这游戏的吸引力加分。
這個遊戲有個一直受到大眾批評的地方，那就是雖然這是新版遊戲，但是在畫質上並沒有加強，還是沿用原作《死亡鬼屋2》街機版本的畫質。《電腦世界(PC World)》雜誌更因此對這款遊戲大肆批評，將這款遊戲列入他們“今生十大最爛遊戲”
《遊戲情報員》(Game Informer)雜誌將這個遊戲列入十大古怪遊戲。

## 外部連結
- 官方网站 （日語）